# Ernst Rudolph von Trautvetter

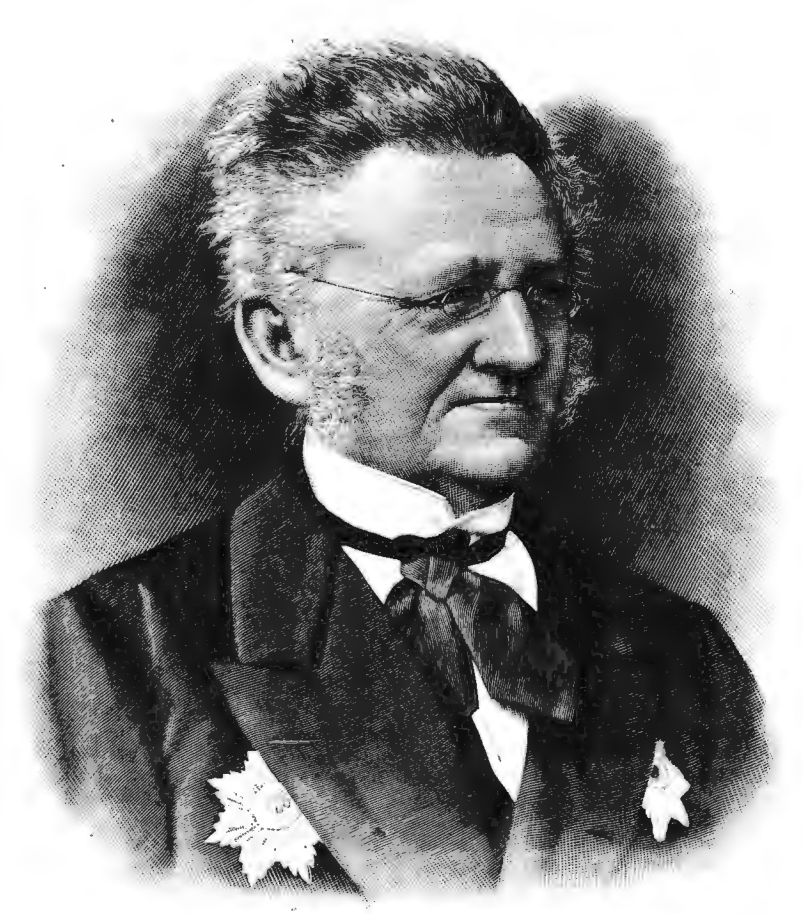
Ernst Rudolph Trautvetter

Ernst Rudolph Trautvetter, ab 1825 von Trautvetter (* 20. Februar 1809 in Mitau, Gouvernement Kurland, Russisches Kaiserreich; † 24. Januar 1889 in Sankt Petersburg, Russisches Kaiserreich) war ein deutschbaltischer Botaniker und Rektor der Universität Kiew. Sein offizielles botanisches Autorenkürzel lautet „Trautv.“

## Leben
Ernst Rudolph Trautvetter war der Neffe des Friedrich Wilhelm Trautvetter, königlich sächsischer Hofrat und Agent in Sankt Petersburg, der am 23. Mai 1825 in Dresden in den sächsischen Adelsstand erhoben wurde.
Trautvetter besuchte von 1821 bis 1825 das Gymnasium in Mitau und studierte von 1825 und 1829 Medizin sowie von 1829 bis 1831 Botanik an der Kaiserlichen Universität Dorpat. Er wurde 1835 an der Universität Königsberg zum Dr. phil. promoviert und wurde 1837 korrespondierendes Mitglied der Sankt Petersburger Akademie der Wissenschaften.
Von 1838 bis 1859 war er ordentlicher Professor der Botanik an der St.-Wladimir-Universität in Kiew. Dort gründete Trautvetter 1839 einen Botanischen Garten und war von Juni 1847 bis Mai 1859 in Nachfolge von Wassili Fjodorowitsch Fjodorow Rektor der St.-Wladimir-Universität.
Im Anschluss war er von 1860 bis 1864 Direktor des Landwirtschaftlichen Instituts in Gorki im Gouvernement Mogiljow und daran folgend bis 1867 Leiter der Verwaltung und von 1867 bis 1875 Direktor des Kaiserlich-Botanischen Gartens in Sankt Petersburg.

## Ehrungen
- Orden der Heiligen Anna 3. Klasse 1847[4]

- Die Pflanzengattung Trautvetteria Fisch. & Mey. aus der Familie der Hahnenfußgewächse (Ranunculaceae) ist nach ihm benannt worden.[5]

## Schriften
- Grundriß einer Geschichte der Botanik in Bezug auf Rußland, 1837.
- Plantarum imagines et descriptiones floram rossicam illustrantes, 1844–1847.
- Reise in den äußersten Norden und Osten Sibiriens während der Jahre 1843 und 1844, Zweiter Teil des ersten Bandes, zusammen mit Carl Anton von Meyer, 1847. Darin: Florula ochotensis phanerogama.[6]